# Kada Baszarri
Kada Baszarri (arab. قضاء بشري) – jednostka administracyjna w Libanie, należąca do muhafazy Dystrykt Północny, położona na północ od Bejrutu. Dystrykt zamieszkiwany jest przede wszystkim przez maronitów. Na jego obszarze znajdują się dwa obiekty z Listy Światowego Dziedzictwa UNESCO: Wadi Kadisza oraz Las Bożych Cedrów.

## Wybory parlamentarne
Okręg wyborczy, obejmujący dystrykt Baszarri, reprezentowany jest w libańskim Zgromadzeniu Narodowym przez 2 deputowanych maronickich.